# Jondonperenlein Baatarbileg
Jondonperenlein Baatarbileg (mongolisch: Ёндонпэрэнлэйн Баатарбилэг) ist ein mongolischer Politiker der Mongolischen Volkspartei (MVP), der seit 2016 Mitglied des Großen Staats-Chural sowie seit 2019 Minister für Bildung, Kultur, Wissenschaft und Sport ist.

## Leben
Jondonperenlein Baatarbileg beendete 1991 Mittelschule sowie 1993 die Sekundarschule in Tsetserleg und begann darauf ein Studium der Geschichte, Archäologie und Anthropologie an der Fakultät für Sozialwissenschaften der Nationaluniversität der Mongolei, das er 2002 mit einem Bachelor of Arts (B.A.) beendete. Danach begann er seine berufliche Laufbahn im Regierungsdienst und war bis 2009 im Präsidialamt nacheinander Mitarbeiter, Leitender Mitarbeiter sowie schließlich Assistent von Staatspräsident Nambaryn Enchbajar. In dieser Zeit absolvierte er zudem ein postgraduales Studium an der Fakultät für Sozialwissenschaften der Nationaluniversität der Mongolei, welches er 2004 mit einem Master of Arts (M.A.) abschloss. Für seine Verdienste wurde er 2006 mit der Medaille „800. Jahrestag der Gründung des Großen Mongolenreiches“ sowie 2009 mit dem Orden des Polarsterns ausgezeichnet. Er war zwischen 2009 und 2010 Berater des Minister für Ernährung, Landwirtschaft und Leichtindustrie.
Im Anschluss fungierte Jondonperenlein Baatarbileg von 2010 bis 2012 als Gouverneur der Archangai-Aimag und wurde 2011 auch mit der Medaille „90. Jahrestag der Volksrevolution“ geehrt. Nachdem er zwischen 2012 und 2016 Mitglied des Repräsentativen Volks-Chural der Archangai-Aimag war, ist er seit 2016 als Vertreter der Mongolischen Volkspartei (MVP) Mitglied des Großen Staats-Chural. Während seiner Parlamentszugehörigkeit fungierte er zwischen 2017 und 2019 als Vorsitzender des Ständigen Ausschusses für Sozialpolitik, Bildung, Kultur und Wissenschaft des Großen Staats-Chural. Seit 2019 ist er Minister für Bildung, Kultur, Wissenschaft und Sport in der Regierung von Ministerpräsident Uchnaagiin Chürelsüch.